# توجه ريادي
التوجه الريادي (Entreprenurial Orientation EO) هو توجه استراتيجي على مستوى الشركة يجسد ممارسات صنع إستراتيجية المنظمة، والفلسفات الإدارية، وسلوكيات الشركة ذات الطبيعة الريادية. حيث أصبح التوجه الريادي أحد أكثر البنيات رسوخًا وبحثًا في أدبيات ريادة الأعمال. ومن القواسم المشتركة العامة بين المفاهيم السابقة لـلتوجه الريادي EO هو إدراج الابتكار والمبادأة والمجازفة كجوانب أو أبعاد أساسية محددة للتوجه. ولقد ثبت أن التوجه الريادي هو مؤشر قوي للأداء الثابت من خلال التحليل للأبحاث السابقة التي تشير إلى وجود علاقة في الحجم تعادل تقريبًا وصفة تناول الحبوب المنومة والحصول على نوم أفضل. ومع ذلك، فقد أشارت بعض الأبحاث إلى أن التوجه الريادي لا يعزز أداء جميع الشركات. وبدلا من ذلك، يمكن القول بأن التوجه الريادي ليس مجرد سمة لتعزيز الأداء بل هو تعزيز إذا تم تطبيقه في ظل الظروف المناسبة للشركة. وفي بعض الحالات، يمكن أن يكون التوجه الريادي غير ملائم للشركات، إذا كان وضع الشركة لا يتناسب مع تطبيق التوجه الريادي. يمكن أن تكون المواقف المختلفة (المعروفة أيضًا بالسياق) هي البيئة التي تقع فيها الشركة أو المواقف الداخلية مثل الهيكل والاستراتيجية.
تم تقييم التوجه الريادي في أغلب الأحيان باستخدام أداة قياس نفسي مكونة من تسعة عناصر تم تطويرها بواسطة جيف كوفين ودينيس سليفين. حيث تلتقط هذه الأداة وجهة نظر داني ميلر بأن التوجه الريادي عبارة عن بناء "جمعي" يمثل ما يعنيه أن تعتبر الشركة ريادية في مجال الأعمال عبر مجموعة واسعة من السياقات.
اقتباس أساسي من ميلر (1983، ص. 780):
"بشكل عام، لن يطلق المنظرون على الشركة اسم ريادة الأعمال إذا غيرت التكنولوجيا أو خط الإنتاج الخاص بها ببساطة عن طريق تقليد المنافسين بشكل مباشر مع رفض تحمل أي مخاطر. سيكون ضرورياً أيضاً بعض الاستباقية أيضًا. وعلى المنوال نفسه، فإن الشركات المجازفة التي تتمتع بالاستدانة المالية العالية ليست بالضرورة شركات ريادية. بل ويجب عليهم أيضًا الانخراط في سوق المنتجات أو الابتكار التكنولوجي.
تشير مراجعات الأدبيات الخاصة بالتوجه إلى ريادة الأعمال إلى أن غالبية الدراسات السابقة قد تبنت وجهة نظر ميلر حول ريادة الأعمال باعتبارها مزيجًا من الابتكار المبادأة والمجازفة.
يقدم لومبكين وديس وجهة نظر بديلة لـلتوجه الريادي باعتبارها مزيجًا من خمسة أبعاد، تلك التي طرحها ميلر/كوفين وسليفين بالإضافة إلى العدوانية التنافسية والاستقلالية. علاوة على ذلك، يقترحون أنه يمكن اكتساب رؤى إضافية من دراسة الأبعاد بشكل مستقل. اقترحت الأبحاث الجارية أن هناك قيمة في فحص التوجه الريادي وفقًا لأي من المفهومين اعتمادًا على متطلبات سؤال البحث الذي تتم معالجته. وقد وجدت الأبحاث التي أجريت على الأبعاد الفردية للمخاطرة والاستباقية والابتكار أن الأبعاد يمكن أن تتحد بطرق مختلفة لتشكل تكوينات.
كتوجه استراتيجي، وبشكل جماعي، يعمل التوجه الريادي على تعزيز أداء الشركة بالإضافة إلى التباين العام في أداء الشركة. ويحدث التباين المتزايد نتيجة لملاحظة أن العديد من إجراءات ريادة الأعمال تفشل في النهاية في توليد عائد اقتصادي مما يساهم في زيادة توزيع نتائج أداء الشركة. وباعتباره توجهًا استراتيجيًا أساسيًا للشركة، يستمر اتساع وعمق البحث حول التوجه الريادي في التوسع مع اعتماد المفهوم لفهم تأثيرات ريادة الأعمال عبر عدد متزايد من سياقات البحث.
وقد امتدت الدراسة الأخيرة إلى التوجه نحو ريادة الأعمال الخضراء، والذي يسلط الضوء على الريادة التكنولوجية الخضراء، والمنتجات الخضراء، والتقنيات الإدارية الخضراء، وتكنولوجيا التشغيل الخضراء.
ومع ذلك، فقد ركز الاستخدام التقليدي لـلتوجه الريادي على تفسيرات، مثل تلك الموجودة في العلوم الطبيعية، جنبًا إلى جنب مع تصور رياديي الأعمال على أنهم يمتلكون سمات استثنائية أو مجازفين استثنائيين، كأفراد أبطال: هذه وجهات النظر غير صحيحة. تقترح الدراسات الحديثة إعادة تصور عملية حاسمة لـلتوجه الريادي تهدف إلى تصميم الفرص في سياقات غير مؤكدة بالإضافة إلى المشاريع التنظيمية (البدائية). وتعتبر المساهمات الرئيسية هي الأطر النظرية أو الأعمال التجريبية في إطار منظور العملية التي تجمع بين مجالات البحث التي تم عزلها لفترة طويلة جدًا، مع التركيز على التفاعل بين الروتين والمصنوعات اليدوية (كقواعد)، والفاعلية والبنية، وصنع المعنى والتحليل. صناعة القرار.